# Husseren-les-Châteaux
Husseren-les-Châteaux är en kommun i det franska departementet Haut-Rhin, i Alsace, i nordöstra Frankrike. Strax utanför kommunen ligger ruinerna av Les Trois Châteaux.

## Befolkningsutveckling
Antalet invånare i kommunen Husseren-les-Châteaux
| Referens: INSEE |